# 蒋平安
蒋平安（1965年5月—），汉族，四川乐至人，出生于新疆，中华人民共和国教育界人物、第十一届全国政协委员。1995年进入新疆农业大学任教。
加入中国国民党革命委员会，担任民革中央常委、新疆维吾尔自治区委主委。2008年，当选第十一届全国政协委员，代表中国国民党革命委员会，分入第四组。2017年3月，任新疆农业大学校长。2018年1月，当选第十三届全国政协委员。